# Acalypha alopecuroides
Acalypha alopecuroides är en törelväxtart som beskrevs av Nikolaus Joseph von Jacquin. Acalypha alopecuroides ingår i släktet akalyfor, och familjen törelväxter. Inga underarter finns listade i Catalogue of Life.